# Municipio de Petlalcingo
El municipio de Petlalcingo es uno de los 217 municipios en que se encuentra dividido el estado mexicano de Puebla. Se encuentra al sur de la entidad y su cabecera es la población homónima.

## Geografía
El municipio de Petlalcingo se encuentra ubicado en el extremo sur del estado de Puebla y en sus límites con el de Oaxaca. Forma parte de la región Mixteca poblana. Tiene una extensión territorial de 233.602 kilómetros cuadrados, que representan un 0.68% de la extensión total del estado. Sus coordenadas geográficas extremas son 17° 58' - 18° 10' de latitud norte y 97° 49' - 98° 01' de longitud oeste, y su altitud va de un mínimo de 1 200 a un máximo de 2 000 metros sobre el nivel del mar.
Limita al sur con el municipio de Chila, al oeste con el municipio de San Pedro Yeloixtlahuaca, al noroeste con el municipio de Acatlán, y al norte con el municipio de San Jerónimo Xayacatlán. Al este y al suroeste limita con el estado de Oaxaca, en particular y sentido de norte a sur con el municipio de Cosoltepec, el municipio de San Pedro y San Pablo Tequixtepec y el municipio de Heroica Ciudad de Huajuapan de León y al suroeste con el municipio de San José Ayuquila.

### Orografía e hidrografía
La parte norte del municipio es ocupada por el Valle de Acatlán, un pequeño valle aluvial que es compartido por los municipios de Acatlán de Osorio, Xayacatlán de Bravo y San Jerónimo Xayacatlán. El relieve es dominado por la Sierra Mixteca. Al noreste, los cerros Calahuate, Xicúi y Santa Rosa señalan el límite con San Jerónimo y Totoltepec. El municipio es recorrido por el río Petlalcingo, que es uno de los afluentes del río Acatlán. Éste, a su vez, forma parte de la gran cuenca del Atoyac-Balsas.

## Demografía
De acuerdo al último censo, realizado en 2010 por el Instituto Nacional de Estadística y Geografía; el municipio de Petlalcingo posee una población de 9 382 habitantes, de los que 4 356 son hombres y 5 026 son mujeres.

### Localidades
El municipio tiene un total de 28 localidades. Las principales localidades y su población son las siguientes:
| Localidad                  | Población |
| Total Municipio            | 9 832     |
| Petlalcingo                | 2 621     |
| Texcalapa de Juárez        | 1 762     |
| Tepejillo                  | 700       |
| Santa Gertrudis Salitrillo | 625       |
| El Rosario Micaltepec      | 250       |

## Política

### Representación legislativa
Para la elección de diputados locales al Congreso de Puebla y de diputados federales a la Cámara de Diputados federal, el municipio de Petlalcingo se encuentra integrado en los siguientes distritos electorales:
Local:
- Distrito electoral local de 23 de Puebla con cabecera en Acatlán de Osorio.[4]

Federal:
- Distrito electoral federal 14 de Puebla con cabecera en Acatlán de Osorio.[5]